# Municipio de Haynes (Dakota del Norte)
El municipio de Haynes (en inglés: Haynes Township) es un municipio ubicado en el condado de Kidder en el estado estadounidense de Dakota del Norte. En el año 2010 tenía una población de 18 habitantes y una densidad poblacional de 0,19 personas por km².

## Geografía
El municipio de Haynes se encuentra ubicado en las coordenadas 47°1′30″N 99°55′30″O / 47.02500, -99.92500. Según la Oficina del Censo de los Estados Unidos, el municipio tiene una superficie total de 92.83 km², de la cual 88,95 km² corresponden a tierra firme y (4,18 %) 3,88 km² es agua.

## Demografía
Según el censo de 2010, había 18 personas residiendo en el municipio de Haynes. La densidad de población era de 0,19 hab./km². De los 18 habitantes, el municipio de Haynes estaba compuesto por el 100 % blancos. Del total de la población el 0 % eran hispanos o latinos de cualquier raza.